# Super Lovers
Super Lovers (スーパーラヴァーズ, Sūpāravāzu) egy japán shōnen-ai manga sorozat, amit Mikyuki Abe( a Hakkenden: Eight Dogs of the East szerzője) ír és az Emerald magazinban jelenik meg. Az animének 2016 áprilisában volt a premiere. A második évad 2017 januárjában került bemutatásra.

## Történet
Kaido Haru Kanadába látogat, hogy ott töltse a nyári szünetet egy erdei házban, ahol a szigorú, erős akaratú anyja, Haruko él, aki azt hazudja, hogy a halálán van, hogy a terhet, amivel az újonnan örökbe fogadott „kutyusa” jár. Ez a „kutyus” egy kicsi antiszociális fiú, akinek a neve Ren. Ren nem bízik senkiben, és inkább Haruko kutyáival játszik. Haruko megparancsolja Harunak, hogy embert faragjon Renből a nyár végéig. Ahogy megtesz mindent ennek érdekében, Ren és Haru kapcsolata fokozatosan javul. Haru megígéri Rennek, hogyha leérettségizik, akkor együtt fognak élni Japánban.
Azonban amikor Haru visszamegy Japánba egy baleset történik, amiben az apja és a nevelőanyja meghal. Ez a baleset Harunak amnéziát okoz, elfelejti, hogy mi történt nyáron.
5 évvel később Ren Tokyóba megy, és Harut testvérének állítja. Haru vajon befogadja Rent és megtartja ígéretét vagy elutasítja Rent, mint testvért? (Nem testvére, hanem szerelme)

## Karakterek

#### Kaidō Haru (海棠 晴,Kaidō Haru)
Szinkronhang: Toshiyuki Morikawa (dráma CD), Tomoaki Maeno (TV anime japán), Dan Green (TV anime angol)
A legidősebb testvér és a Kaidou család feje. 5 éve, amikor Kanadába látogatott találkozott Rennel. Annak ellenére, hogy Ren nagyon ellenséges volt vele szemben, sikerült elérnie, hogy Ren kinyissa a szívét. Elvesztette az emlékeit arról a nyárról, amikor Japánba való visszatérésekor balesetet szenvedett. Amikor Rennel megint találkozik, megint hozzákötődik. Haru sokat törődik a testvéreivel, főleg Rennel.

#### Kaidō Ren (海棠 零,Kaidō Ren)
Szinkronhang: Hiroshi Kamiya, Yūko Sanpei (Japán) (dráma CD), Junko Minagawa (TV anime japán), Colleen Villard (TV anime angol)
A legfiatalabb testvér a Kaidou családban. 5 éve egy vad, antiszociális kis porbafingó volt, aki úgy viselkedett, mint egy kutya. Emiatt Harunak nehéz volt bánni vele. Amikor először találkozott Haruval az élete fokozatosan megváltozott és elkezdte elfogadni a szociális életet. Tokyóba jár középiskolába és elkezd barátokat szerezni. Rennek nyugodt és állandó a személyisége, érettebben viselkedik, mint ahogy a korához illik. A született neve valószínűleg Allen és a biológiai anyja egy drogfüggő volt, aki eladta Rent drogokért cserébe.

#### Kaidō Aki (海棠 亜樹,Kaidō Aki)
Szinkronhang: Jun Fukuyama (dráma CD), Yoshitsugu Matsuoka (TV anime japán), Todd Haberkorn (TV anime angol)
A második testvér a Kaidou családban. Pimasz és makacs a hozzáállása az ikertestvéréhez képest. Kicsi testvérkomplexusa van, amikor Haru és Shima előkerül. Aki nem akarja elfogadni Rent testvérként, de fokozatosan egyre jobb kapcsolatuk lesz, főleg akkor, amikor együtt kezdenek élni.

#### Shima Kaidō (海棠 蒔麻,Kaidō Shima)
Szinkronhang: Daisuke Ono (dráma CD), Takuma Terashima (TV anime japán), Sean O'Connor (TV anime angol)
A harmadik testvér a Kaidou családban. Nyugodt személyisége van és magasabb, mint az idősebb ikre. Megértőbb, mint Aki ha Renről van szó.

#### Kaidō Takashi (海棠 崇,Kaidō Takashi)
Szinkronhang: Teruaki Ogawa (dráma CD and TV anime japán), R. Bruce Elliott (TV anime angol)
Haru biológiai apja. Autóbalesetben elhunyt.

#### Kaidō Ruri (海棠 留理,Kaidō Ruri)
Szinkronhang: Yūko Sasaki (dráma CD and TV anime japán), Stephanie Wittels (TV anime angol)
Haru nevelőanyja. Autóbalesetben elhunyt.

### Egyéb karakterek

#### Sasaki Ikuyoshi (佐々木 郁芳,Sasaki Ikuyoshi)
Szinkronhang: Itsuki Takizawa (dráma CD), Ayumu Murase (TV anime japán), Johnny Yong Bosch (TV anime angol)
Hoszt, Haru munkatársa, barátságos és élénk viselkedésű. Csodálja Harut és követi Haru kávézójába dolgozni, aminek a neve White Fang. A kávézóba zöldségeket és gyümölcsöket visz a családjától. Rent Ren-Rennek hívja.

#### Kurosaki Jūzen (黒崎 十全,Kurosaki Jūzen)
Szinkronhang: Kazuyuki Okitsu (dráma CD), Jun Fukushima (TV anime japán), Tony Oliver (TV anime angol)
Ren legjobb barátja és osztálytársa. Az iskola kollégiumában lakik. Zavart lesz ha Ren bizonyos kérdésekkel faggatja

#### Haruko D. Dieckmann (春子・D・ディークマン,Haruko Di Dīkuman)
Szinkronhang: Atsuko Tanaka (dráma CD and TV anime japán), Anastasia Muñoz (TV anime angol)
Haru biológiai anyja és Ren nevelőanyja. Renre vigyázott amikor Haru visszament Japánba. A Harvardon végzett és a CERN tagja, valamint Mikiko barátnője.

#### Kashiwagi Mikiko (柏木 幹子,Kashiwagi Mikiko)
Szinkronhang: Yōko Sōmi (drama CD and TV anime japán), Clarine Harp (TV anime angol)
Egy ügyvéd és Haruko barátja. Haru és Haruko között segít tartani a kapcsolatot. Néha meglátogatja Haruékat, hogy megnézze hogy vannak.

#### Kondō Kiri (近藤 紀里,Kondō Kiri)
Szinkronhang: Eri Kitamura (dráma CD), Ryoko Shiraishi (TV anime japán), Natalie Nassar (TV anime angol)
Egy lány tanuló és Ren egyik barátja az iskolában.

#### Shirō Takamura (高村史郎,Takamura Shirō)
Szinkronhang: Ryōtarō Okiayu (japán); Jamieson Price (angol)
Az iskolaorvos. Ren szexuális témájú kérdéseket tesz fel neki.

#### Seiji Takamori (高森 清次,Takamori Seiji)/Kiyoka (清華,Kiyoka)
Szinkronhang: Mitsuki Saiga (drama CD and TV anime japán), Shelley Calene-Black (TV anime angol)
Haru középiskolás barátja. Úgy öltözik mint egy nő és felveszi a Kiyoka nevet. Harunak segít a kávézót kinyitni, és a bárban dolgozik 6 után, miután a kávézó bezár. Harunak szerelmet vallott, de visszautasította.

#### Natsukawa Ai(夏川 亜衣,Natsukawa Ai)
Szinkronhang: : Aoi Yūki (japán); Stephanie Sheh (angol)
Sima középiskolás barátja. Mióta a szülei elváltak, a nagyszüleinél él. Shima tanítja amíg nem tud visszamenni az iskolába.

#### Anzai Mimi (安西 ミミ,Anzai Mimi)
Szinkronhang: Ayaka Fukuhara
Egy törzsvendég a White Fang kávézóban, hullámos szőke haja van.

#### Anzai Wakana (安西 若菜,Anzai Wakana)
Szinkronhang: Eriko Matsui
Mimi testvére és a White Fang kávézó vendége. Rövid mogyoróbarna haja van.

#### Shiba Natsuo (斯波 夏生,Shiba Natsuo)
Szinkronhang: Takuya Satō
Hoszt és Haru gyerekkori barátja és unokatestvére. Időnként határozott tud lenni, egyébként pedig vakmerő viselkedése van, eléggé lusta, még a saját háza is rumlis és tele van graffitikkal, amit az ex barátnője csinált. Haru megkedvelt Natsuot mikor együtt voltak, testvéreknek hitték őket, mert nagyon hasonlóan néznek ki. Natsuo kedves és jó természetű is tud lenni, de ezt felülírja a kellemetlen viselkedése. Natsuot akkor választották el a Kaidouktól, amikor az apja a kölcsönkért pénzt nem fizette vissza és elmenekült.

#### Kazushi Mori (和志 森,Kazushi Mori)
Szinkronhang: Kenji Hamada
Egy pszichoterapeuta, aki abban a kórházban dolgozik, ahol Harut kezelték az ütközés után. Ő volt, aki segítette Harut felépülni és Mikikóval tartja a kapcsolatot. Boldog és élénk hangulatú.

## Média

### Manga
Abe a Super Lovers-t a Kadokawa’s Ciel magazinban jelentette meg 2010-ben, de 2014 augusztus 31-én az Emerald magazin indulásakor átváltott arra. 13 kötet jelent meg 2019 augusztusáig.
2017-ben a Yaoi-Conon a Viz Media azt állította, hogy kéréseket kapott, hogy megvásárolja a manga jogait, hogy Észak Amerikába kiadják, de végül ez ellen döntöttek, tartalmi problémák miatt.